# Gorski lovci
Gorski lovci (nemško Gebirgsjäger) je tradicionalni naziv za pripadnike in enote nemških gorskih enot.
Samo poimenovanje je sestavljeno iz gorski (torej področje delovanja so gore) ter lovec, ki označuje enote lahke pehote.
Trenutno edina formacija, ki nadaljuje to tradicijo, je 23. gorska brigada (izvirno 23. Gebirgsjäger-Brigade).

## Simbol
Značilna simbola gorskih lovcev sta t. i. Bergmütze (gorska kapa) ter planika, ki se pojavlja na našitkih, oznakah ter grbih.
- Kovinski znak planike za gorske kape
- Narokavni našitek

## Zgodovina

### Prva svetovna vojna
Zgodovina nemških gorskih enot je relativno kratka, saj so prvi dve brigadi ustanovili šele med prvo svetovno vojno, saj do tedaj niso imeli primerne enote, ki bi se lahko zoperstavila francoskim chasseurs alpin. Brigadi so sestavili predvsem iz pripadnikov lahke pehote iz Bavarske in Würtemberga, ki so bili že od malega v gorah.